# Lucy Buckingham
Pour les articles homonymes, voir Buckingham et Hall.
Lucy Buckingham, née Hall le 21 février 1992 à Leicester, est une triathlète britannique.

## Biographie
Lucy Hall est née le 21 février 1992 à Leicester, dans une famille dont le père triathlète participe à des Ironman, et l'encourage à se lancer dans le triathlon. À l'âge de 13 ans, elle est choisie pour représenter la Grande-Bretagne aux championnats d'Europe junior, où elle gagne la médaille d'or en 2006, puis en 2007 la médaille de bronze en relais par équipe.
En 2011, lors de sa dernière année en tant que junior, elle remporte la coupe junior d'Europe à Holthen, et se classe seconde lors des championnats européens de duathlon à Limerick. Elle mène le championnat du monde junior de Pékin en 2011, lorsque son vélo est renversé par un chien, l'empêchant de terminer la course. Intégrant la catégorie élite à l'âge de 19 ans, elle remporte la même année l'étape d’Équateur de la coupe du monde,.
En 2014, elle devient championne du monde en relais mixte.
Le 11 juillet 2015, elle termine à la cinquième place de l’épreuve individuelle des championnats d'Europe de triathlon en catégorie élite, avant de remporter, le lendemain, la médaille de bronze du relais mixte. Le 25 juillet, elle est médaillée d'or aux championnats d'Europe junior et U23, en catégorie U-23, devant l'Italienne Ilaria Zane et la Portugaise Melanie Santos, avec un temps de 1 h 59 min 15 s.

## Palmarès
Le tableau présente les résultats les plus significatifs (podium) obtenus sur le circuit national et international de triathlon et de duathlon depuis 2012,
| Année | Compétition                                        | Pays           | Position           | Temps           |
| ----- | -------------------------------------------------- | -------------- | ------------------ | --------------- |
| 2023  | Ironman 70.3 Knokke-Heist                          | Belgique       | Médaille d'or      | 4 h 13 min 57 s |
| 2023  | Ironman 70.3 Varsovie                              | Pologne        | Médaille d'or      | 4 h 4 min 34 s  |
| 2022  | Championnat du monde Challenge                     | Slovaquie      | Médaille de bronze | 4 h 10 min 45 s |
| 2022  | Challenge St Pölten                                | Autriche       | Médaille d'or      | 4 h 15 min 48 s |
| 2021  | Championnat du monde Challenge                     | Slovaquie      | Médaille d'or      | 4 h 10 min 45 s |
| 2021  | Ironman 70.3 Gdynia                                | Pologne        | Médaille d'or      | 4 h 18 min 45 s |
| 2021  | Challenge Budva                                    | Monténégro     | Médaille d'or      | 4 h 17 min 9 s  |
| 2017  | Coupe du monde - l'étape sprint du Cap             | Afrique du Sud | Médaille d'or      | 0 h 59 min 34 s |
| 2017  | Coupe d'Europe - l'étape de Gran Canaria           | Espagne        | Médaille d'argent  | 2 h 3 min 25 s  |
| 2016  | Championnats d'Europe de triathlon sprint          | France         | Médaille d'or      | 57 min 48 s     |
| 2016  | Championnats d'Europe de triathlon en relais mixte | Portugal       | Médaille d'or      | 1 h 7 min 3 s   |
| 2016  | Coupe d'Europe Finale - l'étape d'Alanya           | Turquie        | Médaille d'or      | 2 h 0 min 55 s  |
| 2016  | Coupe d'Europe - l'étape de Madrid                 | Espagne        | Médaille d'or      | 2 h 9 min 45 s  |
| 2016  | Coupe d'Europe - l'étape de Quarteira              | Portugal       | Médaille d'argent  | 2 h 2 min 47 s  |
| 2015  | Championnats d'Europe en relais mixte              | Suisse         | Médaille de bronze | 1 h 25 min 31 s |
| 2014  | Championnat du monde en relais mixte               | Allemagne      | Médaille d'or      | 1 h 20 min 33 s |
| 2013  | Championnats britannique de duathlon               | Royaume-Uni    | Médaille d'argent  | 1 h 1 min 16 s  |
| 2012  | Coupe Panaméricaine - l'étape de Salinas           | Équateur       | Médaille d'or      | 2 h 0 min 5 s   |